# Bāmnia
Bāmnia är en ort i Indien.   Den ligger i distriktet Jhābua och delstaten Madhya Pradesh, i den centrala delen av landet, 700 km söder om huvudstaden New Delhi. Bāmnia ligger 395 meter över havet och antalet invånare är 9 034.
Terrängen runt Bāmnia är platt. Runt Bāmnia är det ganska tätbefolkat, med 214 invånare per kvadratkilometer. Närmaste större samhälle är Petlāwad, 10,0 km söder om Bāmnia. Trakten runt Bāmnia består till största delen av jordbruksmark.